# Nuevo amanecer (canción)
«Nuevo amanecer» es el primer sencillo promocional del álbum Duelo de Gigantes de la cantante peruana La Tigresa del Oriente. Fue estrenado en 2007 en YouTube con su videoclip, mismo logró en 2009 las 10 millones de reproducciones y actualmente el clip en su versión HD tiene 15 000 000 de reproducciones. Gracias a este tema, repuntó su fama internacional y el título de «La Reina de YouTube», según la prensa internacional.

## Información de la canción
Fue escrita por Judith Bustos (nombre real de La Tigresa del Oriente), a principios de 2004 mientras decidía lanzarse como cantante, luego que el proyecto en trío con Elizabeth Alegría (La Tigresa de la Amazonía) y Aracely, llamado Las Tigresas se disolviera y que su incursión en el género huayno no convenciera a la intérprete.
El tema es un género propio del Perú llamado cumbia amazónica, donde fusiona la tecnocumbia con instrumentos propios de la selva oriental del país.

## Videoclip y repercusión en los medios
Mario Poggi (1943-2016), un gran amigo de la cantante, la animó para que realizara el video para su tema, ella contrató a Producciones Musicales Éxito del Mundo y en algunos parques de Pucallpa realizaron las tomas para el clip, luego en 2007 se subió a YouTube y allí el poder del internet hizo el resto. En menos de medio año ya contaba con 10 millones de reproducciones, generando así el reconocimiento internacional.
Algunos condenan el video como una muestra muy kitsch, otros simplemente lo ponderan y ven a La Tigresa como un personaje de superación. A pesar de que el videoclip no ha estado en los conteos internacionales de música, no impidió que tuviera la repercusión internacional que incluso la disquera Warner Music de México la contratara y lanzara su primer disco Duelo de Gigantes a dúo con Coyoacán Joe y Children Garden, junto con una versión cumbia de este tema a finales de 2007.
El video ha sido parodiado por diferentes programas (Venga la alegría y Hoy), además ha sido invitada a diferentes países como Argentina, Colombia, Chile, México Venezuela, Egipto e Israel donde afirman que fuera del ámbito del mainstream, la artista se ha catapultado como una referencia peruana que usó las redes sociales y YouTube como plataforma de su promoción musical, y se convirtió en un fenómeno de internet. Además que el tema fue elegido como la mejor canción del año 2007 en Estocolmo (Suecia).

## New brighter day(versión en inglés)
La Tigresa del Oriente anunció tanto en la televisión peruana como en sus redes sociales, que estaba trabajando en la grabación musical de la nueva versión en inglés de su tema «Nuevo amanecer». El tema está acompañado por el grupo peruano Los Terapeutas del Ritmo, donde el título de la canción lleva por nombre «New brighter day». Misma fue estrenada oficialmente el 3 de diciembre de 2011, en su canal de YouTube, como sencillo promocional. Se espera el video oficial para 2012.
New brighter day es un tema promocional (en versión anglosajona del tema Nuevo amanecer, perteneciente al disco Duelo de Gigantes. Además, es el debut de la intérprete, en el mercado musical anglosajón.

### Información de la canción
Fue escrita por la misma cantante en su versión original y la traducción al inglés estuvo a cargo del grupo peruano Los Terapeutas del Ritmo[cita requerida]. La Tigresa del Oriente, que no habla inglés, pudo cantar la melodía, gracias a que la producción le entregó un texto donde literalmente le escribieron los sonidos de la canción.
Esta versión no solo está orientada en la cumbia amazónica, si no también tiene influencias de otros géneros musicales como el ska y el rap. Fue estrenada oficialmente el 3 de diciembre de 2011, por medio de su cuenta en Twitter.